# Dregea volubilis
Espèce
Classification phylogénétique
Dregea volubilis, la drégée volubile, est une espèce de plantes à fleurs de la famille des Apocynacées originaire d'Asie du sud-est, et principalement de Chine.
Nom chinois : 南山藤

## Description
Il s'agit d'une liane pouvant atteindre 12 m de long, à feuilles cordées.
Sa floraison est légèrement parfumée. Ses fleurs, portées par des cymes ombelliformes, sont verdâtres.
Cette espèce compte 22 chromosomes

## Distribution et utilisation
Dregea volubilis est originaire d'Asie du Sud-Est : Chine (Guangdong, Guangxi, Guizhou, Yunnan), Cambodge, Inde, Laos, Taiwan, Vietnam. 
Son habitat d'origine est un milieu forestier ouvert.
Les jeunes feuilles peuvent être consommées en curry. Sa tige peut fournir une fibre très fine.

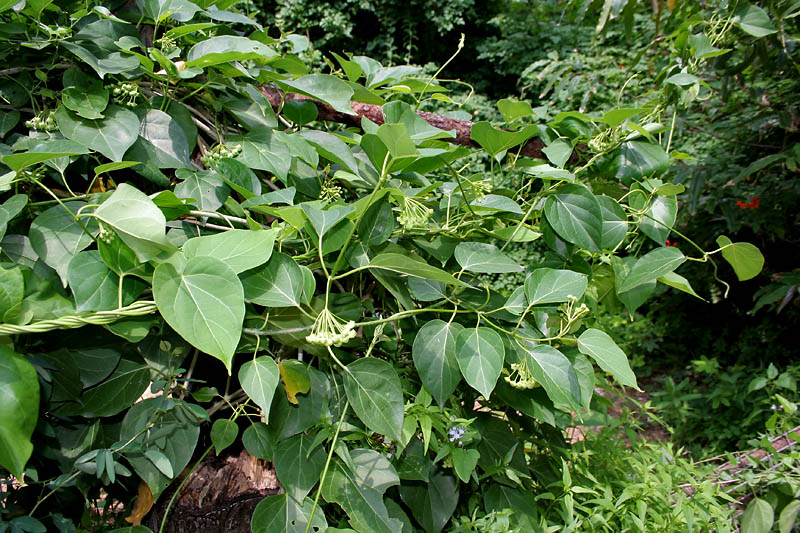
Plante.
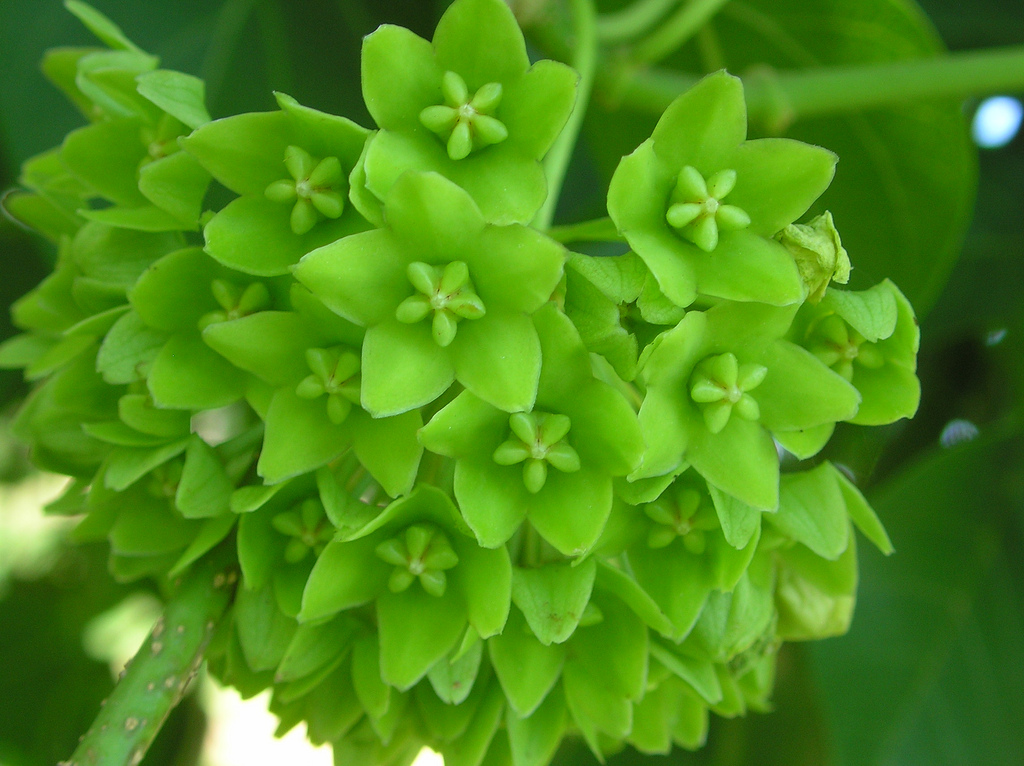
Fleur.
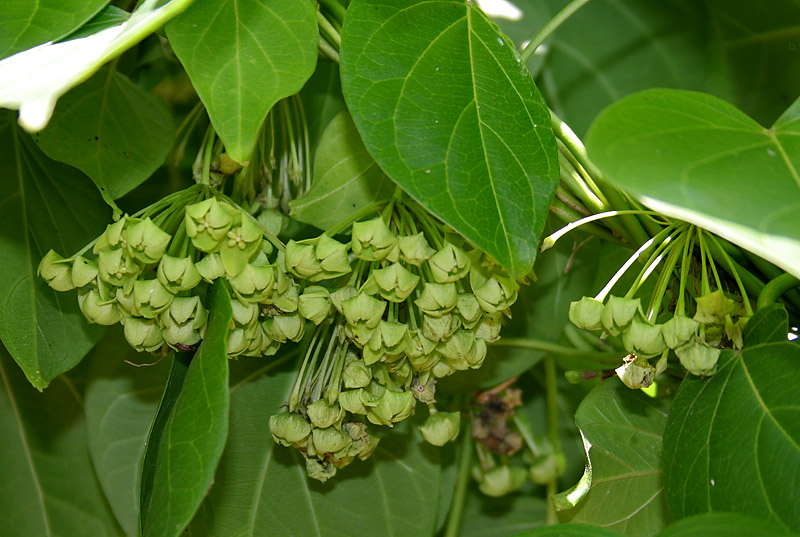
Fleur.

## Position taxinomique et historique
Comme le genre, cette espèce appartient à la sous-famille Asclepiadoideae, tribu Marsdenieae.
Carl von Linné le Jeune décrit en 1781 dans le genre Asclepias cette espèce : Asclepias volubilis L.f.
Ernst Gottlieb von Steudel, en reprenant le travail de Nikolaus Joseph von Jacquin, la place en 1821 dans le genre Schollia : Schollia volubilis (L.f.) Jacq. ex Steud.
Joseph Dalton Hooker, reprenant l'énumération de William Botting Hemsley, décrit cette espèce en 1883 dans le genre Dregea : Dregea volubilis.
En 1923, Otto Stapf la place dans le genre Wattakaka publié par Justus Carl Hasskarl en 1857.
En 1998, Ralf Omlor, dans sa thèse, publie une révision des genres de la tribu Marsdenieae : la place dans le genre Dregea est confirmée.
Dregea volubilis compte de nombreux synonymes :
- Apocynum tiliifolium Lam. (1783)
- Asclepias volubilis L.f. (1781)
- Dregea formosana T.Yamaz (1938)
- Hoya formosana T.Yamaz (1938)
- Marsdenia volubilis (L.f.) Cooke (1904)
- Schollia volubilis (L.f.) Jacq. ex Steud. (1821)
- Tylophora macrantha Hance (1882)
- Wattakaka volubilis (L.f.) Stapf (1923)

Elle compte aussi plusieurs variétés botaniques, comptant elles aussi des synonymes :
- Dregea volubilis var. angustifolia Hook. f. (1883) : voir Dregea angustifolia (Hook.f.) Santapau & Irani
- Dregea volubilis var. glabra Costantin (1912) - synonyme : Wattakaka volubilis var. glabra (Costantin) Tsiang
- Dregea volubilis var. lacuna (Buch.-Ham. ex Wight) Hook.f. (1883) - synonymes : Hoya lacuna Buch.-Ham. ex Wight, Wattakaka volubilis var. lacuna (Buch.-Ham. ex Wight) M.A. Rahman & Wilcock
- Dregea volubilis var. viridiflora (Hassk.) Kuntze (1891) - synonyme : Wattakaka viridiflora Hassk.